# Julianna Bodó
Julianna Bodó (n. 12 iunie 1954, Miercurea Ciuc, România) este o antropologă română de etnie maghiară. Este soția lui Zoltán A. Biró.

## Carieră
Julianna Bodó a obținut diploma de licență în filologie de la Universitatea Babeș-Bolyai în 1979. După aceea, a predat la o școală din Miercurea Ciuc, iar apoi a devenit cercetătoare în cadrul Centrului de Cercetări Regionale și Antropologice din Miercurea Ciuc. În anul 2003 a obținut diploma de doctor de la Universitatea Babeș-Bolyai. Astăzi, este profesor universitar la Universitatea Sapientia din Miercurea Ciuc.

## Publicații
- Elvándorlók? Vendégmunka és életforma a Székelyföldön, Pro-Print Könyvkiadó, Miercurea Ciuc, 1996.
- Fényes tegnapunk. Studii asupra perioadei socialismului, red. Bodó Julianna. Pro-Print Könyvkiadó, Miercurea Ciuc, 1998.
- Așa ne-au colectivizat... Analiză antropologică despre două sate din Secuime, Pro-Print Könyvkiadó, Miercurea Ciuc, 2004.
- Helykeresők? Roma lakosság a Székelyföldön, Pro-Print Könyvkiadó, Miercurea Ciuc, 2002.
- Miénk a tér? Simbolika spacuzo en Székelyföld, Pro-Print Könyvkiadó, Miercurea Ciuc, 2000.
- A terep, ahol élünk, Analizoj antropologiaj. Státus Kiadó, Miercurea Ciuc, 2007.
- Diskurzusok és életutak a migráció tükrében. Scientia Humana, Budapesta, 2008.
- A formális és informális szféra ünneplési gyakorlata az 1980-as években. Scientia Humana, Budapesta. 2004